# Manuel Palacios
Manuel Palacios Riquelme (10 de junio de 1960 en Santiago, Chile) es un músico y cantante tropical chileno. Fue vocalista de la Sonora Palacios durante 2 temporadas: 1994-2000 y en 2009-2010 y fundador de su propia orquesta llamada "Sonora de Manuel Palacios".

## Reseña biográfica

### Nacimiento e infancia
Manuel Palacios Riquelme nació el 10 de junio en Santiago, en Quinta Normal.

### Vocalista de la Sonora Palacios
Ingresó a la Sonora Palacios en el año 1994 y permaneció hasta el año 2000. Luego tuvo su último ingreso en el año 2009.

### La Sonora de Manuel Palacios

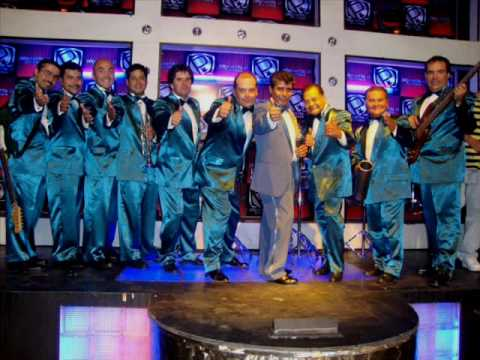
Manuel Palacios junto a la Sonora de Manuel Palacios

Es el iniciador de la "Sonora de Manuel Palacios" y durante muchos años vocalista de la misma.

## Discografía

### Álbumes grabados para el sello Calipso Record's con la Sonora Palacios
- La Única - 1994 Cantando Junto a Orlando Ramirez
- Nuestros Grandes Éxitos Vol. 1 - 1995
- Nuestros Grandes Éxitos Vol. 2 - 1996
- Éxitos '97 - 1997
- Éxitos de Oro - 1999
- Éxitos 2000 - 2000 Cantando Junto a Luis Eyzaguirre

### Álbumes grabados en la Sonora Palacios
- Nuevo Éxitos- 2010 Sello Guyani Producciones
- Por siempre Éxitos- 2013 Sello Caribe records/Leader Music: Aparecen temas cantados por Manuel Palacios.